# Apatadelpha biocellaria
Apatadelpha biocellaria là một loài bướm đêm trong họ Geometridae.